# Cal Travé (l'Espunyola)
Cal Travé és una masia de l'Espunyola (Berguedà) inclosa a l'Inventari del Patrimoni Arquitectònic de Catalunya.

## Descripció
És una masia d'estructura clàssica, de planta baixa i dos pisos superiors; de planta rectangular coberta a dues aigües amb el carener paral·lel a la façana de ponent.

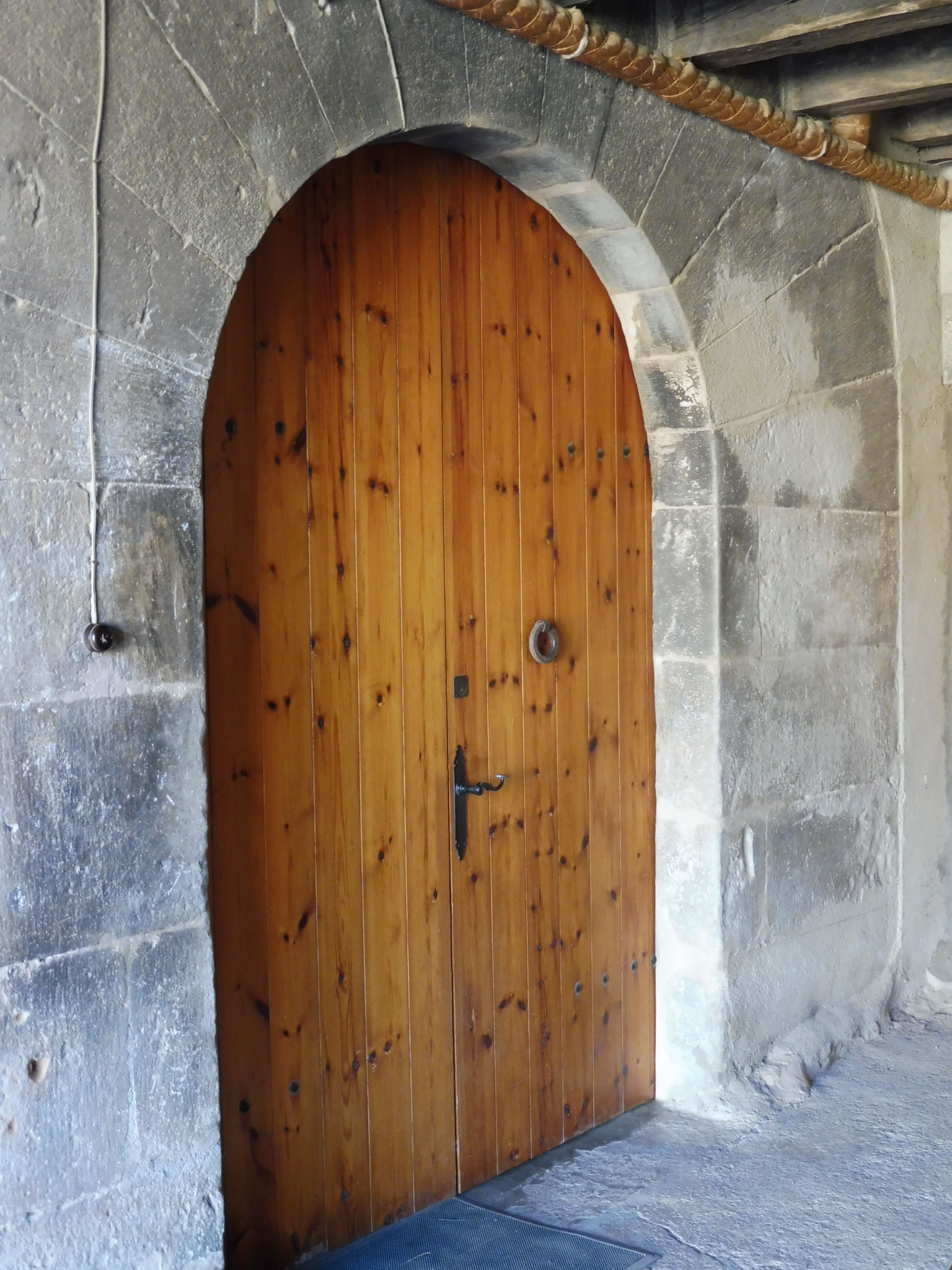
Portal de la casa

 En aquesta mateixa façana es troben petites finestres quadrades amb llindes de pedra i un gran arc de mig punt que dona accés a l'interior de la masia. Aquesta és del segle xvii, ampliada durant el segle següent amb la construcció de les obertures amb balcons de fusta a migdia, mantenint, però, l'estructura original de l'edifici.

## Història
Fou construïda al s. XVII i ampliada durant el següent segle. Està situada dins del terme parroquial de Sant Martí de Correà. En època moderna formava part dels dominis jurisdiccionals dels Tamarit, senyors de Montclar i Montmajor i de part del terme de l'Espunyola.